# Бриџет Риган
Бриџет Кетрин Риган (енгл. Bridget Catherine Regan; 3. фебруар 1982) америчка је глумица позната по улогама Кејлан Амнел у серији Легенда о трагачу, Ребеки Лав и Рејчел Тернер у серији Бели оковратник/Злочинци у оделима и Доти Андервуд у серији Агент Картер. Такође је глумила у филму Џон Вик и у серији Девица Џејн.

## Приватни живот
Рођена је 3. фебруара 1982. у Сан Дијегу. Одрасла је у ирско-америчкој католичкој породици. Почела је да глуми као дете. Дипломирала је уметност на Универзитету Северне Каролине. Удата је за Ејмона О'Саливана, помоћника редитеља кога је упознала на Новом Зеланду на снимању серије Легенда о трагачу. Са О'Саливаном има ћерку Френки Џејн, рођену 27. децембра 2010.

## Каријера
Почела је глумити 2006. Играла је у филмовима Албум венчања, Слепци, Дадиље, Секс и град и Уставни суд. Године 2008, добила је улогу у серији Легенда о трагачу, заснованој на серијалу Мач истине, писца Терија Гудкајнда. Ту је играла лик мајке исповеднице Кејлан Амнел. Године 2009, у Њујорку је копродуцирала мјузикл Њујорку у Експерименталном позоришном клубу Ла мама. Гостовала је у серијама Љубав мајмуна, Закон и ред, Криминална намера, Америчко искуство и 6 степени.

## Филмови
Године 2006. глумила је у филму Слепци као Вивијен. Наредне године глуми у филму Дадиље као Тина Тауман. Године 2008. глуми у филму Секс и град као домаћица. Године 2010. глуми у Најбољи и најбрилијантнији као Робин. Године 2014. тумачи лик Ади у филму Џон Вик, где главну улогу игра Кијану Ривс. Наредне године игра улогу Фионе у филму Слободна класа,

## Телевизија
Њене улоге су запажене на телевизији.

### Серије
| Улоге Бриџет Риган |                      |                               |       |          |
| Година             | Српски назив         | Изворни назив                 | Улога | Напомена |
| 2006.              | Љубав мајмуна        |                               |       |          |
|                    |                      | Закон и ред (2006-2007)       |       |          |
| 2007.              | 6 степени            |                               |       |          |
| 2007.              | Америчко искуство    |                               |       |          |
| 2007.              | Црни Донајелеви      |                               |       |          |
| 2008.              | Нови Амстердам       |                               |       |          |
|                    |                      | Легенда о трагачу (2008-2010) |       |          |
| 2011.              | Користољубива особа  |                               |       |          |
| 2012.              | Граница и Перцепција |                               |       |          |
| 2013.              | Лепотица и звер      |                               |       |          |
| 2013.              | Синови анархије      |                               |       |          |
|                    |                      | Бела кравата (2013-2014)      |       |          |
| 2014.              | Девица Џејн          |                               |       |          |
| 2015.              | Добра жена           |                               |       |          |
|                    |                      | Агент Картер (2015-2016)      |       |          |
| 2016.              | Последњи брод        |                               |       |          |
| 2016.              | Грејева анатомија    |                               |       |          |

### ТВ филмови
| Улоге Бриџет Риган |                   |               |       |          |
| Година             | Српски назив      | Изворни назив | Улога | Напомена |
| 2007.              | Уставни суд       |               |       |          |
| 2011.              | НЦИС: Лос Анђелес |               |       |          |
| 2011.              | Сакрити           |               |       |          |
| 2013.              | Убица у Менхентну |               |       |          |

## Позориште
У периоду од 12. октобра до 14. новембра 1999. године игра у представи Слатка птица младости на Ла Џола Плејхаусу.
Двадесетпрвог марта 2005. игра у представи Деца и уметност на Бродвеју.
Од 20. септембра до 23. октобра 2005. игра лик Иден у представи Шкотско дело на Ла Џоли Плејхаусу.
Од 9. децембра 2007. до 9. марта 2008. игра лик Сесили Лерокс у представи Да ли је он мртав? на Бродвеју.
Двадесетпрвог јануара 2008. године игра лик Бегоније Браун у представи Женева у позоришту Плејерс.
Истог дана и месеца 2011. године учествује као сарадник-продуцент у представи Камп Ванатачи у Ла Мама експирименталном позоришном клубу.